# 星に願いを〜七畳間で生まれた410万の星〜
星に願いを〜七畳間で生まれた410万の星〜（ほしにねがいを〜ななじょうまでうまれた410まんのほし〜）は、2005年8月26日にフジテレビ系の「金曜エンタテイメント」で「金曜エンタテイメント特別企画」として、ディズニーとの共同制作ドラマという形で放映された日本のテレビドラマ。
プラネタリウムクリエイターである大平貴之の自伝『プラネタリウムを作りました。―7畳間で生まれた410万の星』が原作で、脚本は金子ありさ。主演はKinKi Kidsの堂本剛が務め、毛利衛が本人出演した。自伝の内容にフィクションも交え、「アストロライナー」、「メガスター」を制作・公開していく大平の成長過程が描かれている。

## 概要
大平貴之の自伝エッセイ『プラネタリウムを作りました。―7畳間で生まれた410万の星』を原作に、ディズニーとの共同制作という世界初の試みによるドラマ。
本放送から一年後、CS放送局ディズニー・チャンネルの『マジカル・ワールド・オブ・ディズニー』枠で2006年9月に放送された（その一年後の2007年7月にも再放送された）。その際、金曜エンタテイメント枠で放送されたことにならないようにする関係上、オープニングタイトルの『金曜エンタテイメント特別企画』の部分は消されている。
『星に願いを』というタイトルにあやかって、ディズニー作品『ピノキオ』の主題歌である「星に願いを」がドラマの挿入歌及び主題歌として使われており、さらに他のディズニー作品の主題歌や挿入歌もBGMとして使われている（DVDでは主題歌を除いたBGMの大半が別の物に差し替えられている）。
DVDが2006年7月7日にフジテレビとブエナ ビスタ ホーム エンターテイメント（現：ウォルト・ディズニー・ジャパン）から発売された（特典映像は放映当日に放映された放映直前スペシャル）。さらに、本放送では尺の都合でカットされた未公開シーンがある（いわゆるディレクターズカット版）。本編映像は16:9だが、放映直前スペシャルの映像は4:3となっている。

## ストーリー
幼少期のある経験から一人でプラネタリウム作りに専念する大学生の青年、大平貴之。学会の資料を作って欲しいと大平に頼む宇宙物理学者の武田邦明。そして、大平の初めての友達で、大平がプラネタリウム作りに専念するきっかけを作った佐藤陽子。3人は時に失敗をしながらも、プラネタリウム作りの手伝いをしながら、大平は大きく成長していく。ところが、武田と佐藤はある問題に直面していた。大平はその事に何も気づかないままで…。

## 登場人物
大平貴之
主人公で、後に世界一のプラネタリウムクリエイターとなる青年。第一工科大学の大学生で、5年後に社会人としてトラストエンジニアリングに入社する傍ら、プラネタリウム作りに没頭する。
幼少期はいじめられっ子で友達が一人もいなかったが、自作のプラネタリウムを自宅で披露した際に陽子と出会ったことを機に彼の唯一の友達になったことでプラネタリウム作りを決意する。
一つのことに熱中すると、周りのことがあまり見えない、いわゆる猪突猛進な癖を持っており、焦ると相づちを3回繰り返す癖も持っている。
また、星の知識に関しては物語開始時にはかなり乏しいものであり、武田から初対面の際に指摘されていた。
武田邦明
東京理工大学の助手。イギリスからの帰りの飛行機で偶然旅行帰りの貴之と出会い、彼にバイトという名目で学会の資料作りを頼み込むが、彼は自分を差し置いてプラネタリウム作りを優先していたため、武田は苛立ちを覚えていた。
当初は学会終了後に北米への海外派遣が予定されていたが、女性の助手の両親が教授の研究費の援助をしたことでその助手に海外派遣の座を譲る形で取りやめになってしまい、それと同時に大学を辞めてしまう。その後、児童向けの宇宙の本を執筆し、その本の印税を陽子に渡して実家のカメラの修理費にあてた。
子供の時の夢は宇宙飛行士になることだった。
佐藤陽子
貴之の小学校時代からの唯一の友達。写真館を経営する最愛の祖父・保（たもつ）の娘でもある。
幼稚園の先生になるのが夢だったが、祖父が脳梗塞で倒れたことを機にその夢を捨てて店を継ぐことになった。
その後、福岡で彼女の親戚が務めているホテル内の写真館で働くことになって大学の文化祭当日に貴之と一度別れるが、祖父のカメラが故障したことで実家へ急遽戻り、その際に貴之と再会した。
山崎信也
社会人となった貴之の上司。
貴之の国際プラネタリウム会議（IPC）に参加するために有給を取ることに強く反対するが、広重の後押しもあって承諾した。
広重満
社会人となった貴之の上司で、部長。
野心家でもあり、貴之の開発したメガスターの特許を会社で買い取ろうとしており貴之のIPC参加を推し進めたのもそのためだった。特許買取のために会議に出席するも、山崎によって阻止された。
若宮崇令
貴之の行きつけの科学館の館長で、実在する人物。貴之とは幼い頃からの付き合い。
毛利衛
日本科学未来館の館長で、宇宙飛行士。若宮同様、実在する人物。
貴之の会社のオフィスにあるテレビモニターに映っていたニュースに登場し、その後IPCでのシーンにおいて貴之の前に現れ、プラネタリウムの感想を述べ握手を交わした。

## キャスト
- 大平貴之 - 堂本剛（KinKi Kids）、川口翔平（幼少時代）
- 武田邦明 - 藤木直人
- 佐藤陽子 - 優香、福地阿紗美（幼少時代）
- 毛利衛 - 毛利衛（本人役・友情出演）
- 大平春雄 - 森下哲夫
- 山崎信也（大平の上司） - 大杉漣
- 広重満（大平の上司・部長） - 鶴見辰吾
- 大平雅 - 宇津宮雅代
- 若宮崇令（科学館の館長） - 仲代達矢

## スタッフ
- 脚本 - 金子ありさ
- 企画 - 大多亮
- 撮影 - 須藤康夫、鈴木富夫
- プロデュース - 関谷正征
- 演出 - 川村泰祐

## 現実との相違点
- 文化祭でのアストロライナーの発表時期は現実では1991年であるが本作では1995年になっている。
- アストロライナーのボディカラーが実際は緑色だが本作では白色になっている。また、2008年に明石市立天文科学館で開催されたプラネタリウム展では、大平が実際に製作した実在のアストロライナーと共に、ドラマ収録に使われたアストロライナーのプロップも展示された。
- 中心人物である佐藤陽子、武田邦明はドラマ用に考案された架空の人物である[1][注釈 3]。